# عنایت‌الله بخشی
عنایت‌الله بخشی (زادهٔ ۷ فروردین ۱۳۲۴) بازیگر ایرانی سینما، تئاتر و تلویزیون است. او طی شش دهه کار هنری در بیش از ۱۷۰ اثر نمایشی ایفای نقش نموده و از بازیگران سرشناس ایفاگر نقش ضد قهرمان در سینمای ایران است که روی به سوی نقش‌های مثبت داشته است. وی با بیش از یکصد کارگردان عرصهٔ نمایش در ایران همچون ابراهیم گلستان، حمید سمندریان، بهرام بیضایی، علی حاتمی، امیر نادری، مسعود کیمیایی، داریوش مهرجویی، پرویز صیاد، رسول صدرعاملی، ساموئل خاچیکیان، سیروس الوند، حسن فتحی، مهدی فخیم زاده و داود میرباقری سابقه همکاری داشته و از سوی وزارت فرهنگ و ارشاد اسلامی ایران نشان درجه یک هنری دریافت کرده است.
«بخشی» فعالیت در تئاتر را از ۱۳۴۴ در گروه هنر ملی و کار سینما را با بازی در فیلم آقای هالو (۱۳۴۹) به کارگردانی مهرجویی آغاز کرد. حضور در آثار سینمایی چون ستارخان (۱۳۵۱)، تنگنا (۱۳۵۲)، تنگسیر (۱۳۵۲)، مسلخ (۱۳۵۲)، گوزن‌ها (۱۳۵۳)، سردار جنگل (۱۳۶۲)، سناتور (۱۳۶۳)، شکار (۱۳۶۶)، ترن (۱۳۶۶)، خبرچین (۱۳۶۶)، مسافران (۱۳۷۰)، روز واقعه (۱۳۷۳)، مسافر ری (۱۳۷۹)، سگ‌کُشی (۱۳۷۹) و آثار نمایشی تلویزیونی چون مرد اول (۱۳۵۵)، سربداران (۱۳۶۲)، بوعلی سینا (۱۳۶۴)، سایه همسایه (۱۳۶۵)، امام علی (۱۳۷۵)، پهلوانان نمی‌میرند (۱۳۷۶)، ولایت عشق (۱۳۷۹)، روشن‌تر از خاموشی (۱۳۸۲)، ریحانه (۱۳۸۴)، و تبریز در مه (۱۳۸۹) از کارهای اوست.
«بخشی» از بازیگران با سابقه تئاتر، مأنوس با تعزیه‌خوانی از جوانی و پیشینه بارزی در اجرای نقالی داشته است. او در تئاتر سُلطان مار به کارگردانی بیضایی ایفاگر شش نقش بر روی صحنه بود. در ۱۳۹۸، او به همراه علی نصیریان و محمد علی کشاورز نخستین نشان سنگلج را برای فعالیت در عرصه تئاتر دریافت کرد. وی همچنین برنده آهوی بلورین بهترین بازیگر نقش مکمل مرد از نخستین جشن سینمای ایران برای مسافران و برنده دیپلم افتخار بهترین بازیگر نقش مکمل مرد از چهل و سومین دوره جشنواره فیلم فجر برای شاه نقش شد.

## حرفه
عنایت‌الله بخشی در ۷ فروردین ۱۳۲۴ در شهرستان طالقان متولد شد. او بازیگری را از سنین نوجوانی زیر نظر حمید سمندریان فرا گرفت و کار نمایش را در سال ۱۳۴۴ به شکل حرفه‌ای در گروه هنر ملی به دعوت و سرپرستی عباس جوانمرد آغاز نمود. سپس در کنار کارهای هنری به نیروی هوایی نیز ملحق شد و با گذراندن دوره‌های آموزشی در آنجا به تدریس الکترونیک و زبان انگلیسی پرداخت.
«بخشی» پس از ده سال خدمت در نیروی هوایی به استخدام وزارت فرهنگ و هنر درآمد و در «اداره تئاتر» بر کار نمایش تمرکز بیشتری یافت و تا امروز دست کم در ۴۰ نمایش به روی صحنه رفته است. بازی در مرده‌های بی‌کفن و دفن نوشته ژان پل سارتر و به کارگردانی حمید سمندریان، پهلوان اکبر می‌میرد به کارگردانی عباس جوانمرد، میراث و ضیافت و سُلطان مار به نویسندگی و کارگردانی بهرام بیضائی، و مجلس زن‌کشی به کارگردانی داوود میرباقری چندی از نمایش‌های اوست. در میان این نمایش‌ها بوده‌اند نمایشنامه‌هایی که با وجود تمرین‌های مکرر به روی صحنه نرفته یا به چند اجرا متوقف شده و موانعی بر سر راه آن‌ها وجود داشته است. نمایش بازجویی به کارگردانی پرویز صیاد یکی از نمایش‌هایی بود که اجرای آن برای مدتی توسط سازمان اطلاعات و امنیت کشور (ساواک) متوقف شد.
همسو با کار تئاتر او در طی شش دهه کار بازیگری، در آثار سینمایی و تلویزیونی متعددی نقش‌آفرینی نموده است. پرویز صیاد، ساموئل خاچیکیان، محمد متوسلانی، سیروس الوند، مهدی فخیم‌زاده، حسن فتحی، رسول صدرعاملی، سیدضیاءالدین دری، و سیروس مقدم از دیگر کارگردانانی هستند که وی با ایشان همکاری داشته است. بخش قابل توجه آثار سینمایی وی مربوط به دهه ۱۳۶۰ سینمای ایران و سال‌های نخست دهه ۱۳۷۰ است.
در ۱۳۷۰ او در مسافران مقابل دوربین بهرام بیضائی رفت و نقش یک رانندهٔ نفتکش را بر عهده گرفت. بیضائی در کتاب «دربارهٔ مسافران» از آن سخن گفته است. او در برابر زاون قوکاسیان که تأکید می‌کند «بخشی» از اوج‌های بازیگری در فیلم مسافران است می‌گوید:

 کافی است زبان گم‌شدهٔ گفتگو با او (بخشی) را پیدا کنید تا او از اولین واژه حرف آخر را بخواند. او سخت و بسته نشده، در یک نقش جا نیفتاده و در پیله یک موفقیت نپوسیده است. او بازیگری است که (نقش را) خیلی خوب درمی‌آورد. بازیگرانی که امکانات دیگر خود را جستجو می‌کنند هیچوقت تکراری نمی‌شوند و «بخشی» مثل سال‌ها پیش تازه است».

— بهرام بیضایی
«اعتراف می‌کنم که در مورد راننده نفتکش از اول به «عنایت بخشی» فکر می‌کردم، ولی خیال نمی‌کردم او بپذیرد. نقش کم و کوتاهی بود و من هیچوقت نمی‌خواستم او را در رودربایستی قرار بدهم. کاملاً تصادفی «بخشی» به ما سر زد؛ و وقتی بهش گفتم نقشی هست که در خور او نیست و به همین دلیل بهش پیشنهاد نمی‌کنم آن را ندید پذیرفت. خب، این عاطفه سال‌های سال ما بود که گفتگو می‌کرد نه خود ما. ما سال‌ها پیش در چند نمایش با هم کار کرده بودیم. جز «پهلوان اکبر می‌میرد» که جوانمرد کارگردانی کرده بود «بخشی» با من در آن کار عروسکی که خودم کار کرده بودم و در «ضیافت» و در «سُلطان مار» بازی کرده بود و من همیشه به عنوان یک همکار ازش خیلی خوشم می‌آمد؛ هم مسئول بود و هم فهمیده و این هر دو در سرزمین باستانی ما ایران خیلی عجیب است. در «عروسک‌ها» مرشد را بازی کرد، در «ضیافت» شبان را، و در «سلطان مار» صحنه گردان را که خود چند نقش بازی می‌کند. در سینما فرصت نشده بود با هم کار کنیم و حالا که حرفش پیش آمد او لطف کرد و پذیرفت. جلوی دوریین دوباره برای لحظاتی برگشتیم به آن زندگی نمایشی سال‌ها پیش‌مان. خیلی کارها می‌خواستیم بکنیم اما نشد. آشنایی و همکاری ما در کار نمایش این حسن را داشت که من و او به هم اعتماد داشتیم و زبان مشترک داشتیم. یکی از همان روزها گفت جالب است که «بخشی» پس از سال‌ها بازیگر سینما بودن از زبان تفاهم برخوردار است. لازم نبود من زیاد حرف بزنم تا او بفهمد؛ و او می‌فهمید که چرا من زیاد حرف نمی‌زنم. «بخشی» مثل کسی بود که به خانه خودش برگشته باشد. زبان مشترکش را بازیافته بود. اشاره‌ها را گفته و نگفته گرفته بود و در اولین تمرین می‌دیدم می‌شود گرفت».

## در حاشیه
از فعالیت‌های جانبی «بخشی» می‌توان به داوری دومین و سومین دوره جشن بزرگ سینمای ایران (۱۳۷۸–۱۳۷۷) در کنار دیگر اعضای هیئت داوران و ریاست انجمن بازیگران سینما و تلویزیون ایران اشاره نمود. او در سال ۱۳۴۹ با «سیمین بازرجانی» ازدواج کرد. همسر وی پس از ازدواج از وادی شعر و داستان به سینما و فیلمنامه‌نویسی روی آورد. فیلم‌نامه‌های فیلم‌های دخترم سحر (۱۳۶۸)، خفاش (۱۳۷۶) و چاپ چند کتاب از نوشته‌های اوست. «بخشی» در تهران زندگی می‌کند و دارای یک فرزند است.

## آثار

### سینما
1. شاه نقش (۱۴۰۳)
2. رفقای خوب (۱۳۹۵)

«بخشی» در نقش «باقرخان» همراه با «علی نصیریان» در ستارخان (۱۳۵۱)

«بخشی» و «جمشید مشایخی» در تفنگدار (۱۳۶۲)

«بخشی» در نقش «عبدالله بن وهب راسبی»، رهبر خوارج در مجموعه امام علی (۱۳۷۰)

3. رستگاری در هشت و بیست دقیقه (۱۳۸۳)
4. سگ‌کُشی (۱۳۷۹)
5. مسافر ری (۱۳۷۹)
6. شراره (۱۳۷۸)
7. فریاد (۱۳۷۷)
8. ساحره (۱۳۷۶)
9. دشمن (۱۳۷۴)
10. شیرین و فرهاد (۱۳۷۴)
11. روز واقعه (۱۳۷۳)
12. آخرین خون (۱۳۷۲)
13. قربانی (۱۳۷۰)
14. انفجار در اتاق عمل (۱۳۷۰)
15. خانواده کوچک ما (۱۳۷۰)
16. عشق من شهر من (۱۳۷۰)
17. گل‌ها و گلوله‌ها (۱۳۷۰)
18. مسافران (۱۳۷۰)
19. زندان دیو (۱۳۶۹)
20. پنجاه و سه نفر (۱۳۶۸)
21. دلار (۱۳۶۷)
22. ستاره و الماس (۱۳۶۷)
23. ترن (۱۳۶۶)
24. خبرچین (۱۳۶۶)
25. شکار (۱۳۶۶)
26. محکومین (۱۳۶۶)
27. محموله (۱۳۶۵)
28. تفنگ شکسته (۱۳۶۴)
29. جدال (۱۳۶۴)
30. مدرک جرم (۱۳۶۴)
31. یوزپلنگ (۱۳۶۴)
32. پیراک (۱۳۶۳)
33. سیاه راه (۱۳۶۳)
34. صاعقه (۱۳۶۳)
35. مشت (۱۳۶۳)
36. بازجویی یک جنایت (۱۳۶۲)
37. بالاش (۱۳۶۲)
38. بنفشه زار (۱۳۶۲)
39. تفنگدار (۱۳۶۲)
40. سردار جنگل (۱۳۶۲)
41. سناتور (۱۳۶۲)
42. موج طوفان (۱۳۵۹)
43. طلوع انفجار (۱۳۵۹)
44. انفجار (۱۳۵۹)
45. شمر (۱۳۵۹)
46. پرواز در قفس (۱۳۵۷)
47. خیابانی‌ها (۱۳۵۷)
48. بوی گندم (۱۳۵۶)
49. جای امن (۱۳۵۶)
50. فریاد زیر آب (۱۳۵۶)
51. شب آفتابی (۱۳۵۶)
52. بت‌شکن (۱۳۵۵)
53. چلچراغ (۱۳۵۵)
54. میراث (۱۳۵۵)
55. ذبیح (۱۳۵۴)
56. زنبورک (۱۳۵۴)
57. شرف (۱۳۵۴)
58. صمد خوشبخت می‌شود (۱۳۵۴)
59. اسرار گنج دره جنی (۱۳۵۳)
60. صمد آرتیست می‌شود (۱۳۵۳)
61. گوزن‌ها (۱۳۵۳)
62. مسلخ (۱۳۵۳)
63. تنگسیر (۱۳۵۲)
64. تنگنا (۱۳۵۲)
65. خواستگار (۱۳۵۱)
66. ستارخان (۱۳۵۱)
67. صمد و سامی، لیلا و لیلی (۱۳۵۱)
68. صمد و قالیچهٔ حضرت سلیمان (۱۳۵۰)
69. لوطی (۱۳۵۰)
70. آقای هالو (۱۳۴۹)

### تئاتر (گزیده)
1. مرده‌های بی کفن و دفن به کارگردانی حمید سمندریان و نویسندگی ژان پل سارتر
2. غروب در دیاری غریب به کارگردانی عباس جوانمرد و نویسندگی بهرام بیضایی
3. قصه ماه پنهان به کارگردانی عباس جوانمرد و نویسندگی بهرام بیضایی
4. میراث و ضیافت به کارگردانی و نویسندگی بهرام بیضایی
5. پهلوان اکبر می‌میرد به کارگردانی عباس جوانمرد و نویسندگی بهرام بیضایی
6. عروسکها به کارگردانی عباس جوانمرد و نویسندگی بهرام بیضایی
7. افعی طلایی به کارگردانی عباس جوانمرد و نویسندگی علی نصیریان
8. سُلطان مار به کارگردانی و نویسندگی بهرام بیضایی
9. سنگ و سرنا به کارگردانی نصرت پرتوی و نویسندگی بهزاد فراهانی
10. ابراهیم توپچی و آقابیک به کارگردانی رکن الدین خسروی و نویسندگی منوچهر رادین
11. آلونک به کارگردانی عباس جوانمرد
12. شهر طلایی به کارگردانی عباس جوانمرد
13. قصه طلسم حریر و مرد ماهیگیر به کارگردانی عباس جوانمرد و نویسندگی علی حاتمی
14. زنگوله‌های پای تابوت به کارگردانی عباس جوانمرد
15. بازجویی به کارگردانی پرویز صیاد و نویسندگی هارولد پینتر
16. در غوزآباد به کارگردانی و نویسندگی سیروس ابراهیم‌زاده
17. هجرت به کارگردانی نوذر آزادی
18. فالگوش به کارگردانی پرویز صیاد و نویسندگی منوچهر یکتایی
19. انسان‌ها به کارگردانی مرتضی عقیلی
20. جوانمردان به کارگردانی مرتضی عقیلی
21. دیار خاموشان به کارگردانی مرتضی عقیلی
22. حاکم یک شبه به کارگردانی هادی اسلامی
23. غریبه (کارگردان و بازیگر)
24. مردی که مرده بود و خود نمی‌دانست (کارگردان و بازیگر)
25. آسیدکاظم (کارگردان و بازیگر) به نویسندگی محمود استادمحمد
26. بلبل سرگشته (کارگردان و بازیگر) به نویسندگی علی نصیریان
27. روسری قرمز (کارگردان و بازیگر) به نویسندگی هادی اسلامی
28. چمدان (کارگردان و بازیگر) به نویسندگی مهدی معدنیان
29. خنجر (کارگردان، نویسنده و بازیگر)
30. وکیل قلابی (کارگردان، نویسنده و بازیگر - با برداشتی آزاد از داستان وکیل قلابی نوشته مولیر)
31. دندان گراز به کارگردانی صادق هاتفی
32. بیا تا گل برافشانیم به کارگردانی مجید جعفری
33. مجلس زن کشی به کارگردانی داود میرباقری

### تلویزیون
| سال       | عنوان اثر                | کارگردان                  | شبکه                                                         |
| --------- | ------------------------ | ------------------------- | ------------------------------------------------------------ |
| ۱۳۹۸      | بر سر دوراهی             | بهرنگ توفیقی              | شبکه ۲                                                       |
| ۱۳۹۶      | هست و نیست               | حسین سهیلی زاده           | شبکه ۲                                                       |
| ۱۳۹۶      | محکومین                  | حسین قناعت                | شبکه ۱                                                       |
| ۱۳۹۵      | علمدار                   | شهرزاد سالمی و جعفر موحد  | این سریال تاکنون به پخش نرسیده است                           |
| ۱۳۹۴      | معمای شاه                | محمدرضا ورزی              | در نقش رئیس دادگاه محمد مصدق                                 |
| ۱۳۹۳      | رخصت                     | قدرت‌الله صلح‌میرزایی       | شبکه ۳                                                       |
| ۱۳۹۲      | رخنه                     | حسین تبریزی               | محصول شبکه ۲                                                 |
| ۱۳۹۲–۱۳۹۱ | ستاره حیات               | جواد ارشاد                | شبکه ۳                                                       |
| ۱۳۹۱      | چمدان                    | خسرو ملکان                | رمضان ۱۳۹۱ - شبکه ۲                                          |
| ۱۳۹۱      | یه تیکه زمین             | مهدی کرم‌پور               | شبکه ۲                                                       |
| ۱۳۹۱–۱۳۹۰ | تله‌فیلم جاودانگی         | محسن توکلی                | صدا و سیمای مرکز خراسان شمالی                                |
| ۱۳۹۰      | تله‌فیلم سیاه راه         | مسعود نوابی               | شبکه ۲                                                       |
| ۱۳۸۹      | تبریز در مه              | محمدرضا ورزی              | شبکه ۱                                                       |
| ۱۳۸۸      | تله‌فیلم قول              | جواد افشار                | شبکه ۲                                                       |
| ۱۳۸۸      | تله‌فیلم صدای زندگی       | عبدالله باکیده            |                                                              |
| ۱۳۸۸      | تله‌فیلم محله من          | محسن ربیعی                |                                                              |
| ۱۳۸۷–۱۳۸۸ | کلانتر                   | محسن شاه‌محمدی             | شبکه ۱ / سری سوم / اپیزود دختر عمو                           |
| ۱۳۸۷–۱۳۸۸ | روزهای زیبا              | جواد افشار                | شبکه تهران                                                   |
| ۱۳۸۷      | رازها و روزها            | فریدون خسروی              | شبکه ۲                                                       |
| ۱۳۸۶      | تله‌فیلم دربست تا بهشت    | حسین تبریزی               | شبکه ۲                                                       |
| ۱۳۸۶      | تله‌فیلم یارش             | محمدهادی نامور            | شبکه ۱                                                       |
| ۱۳۸۶      | تله‌فیلم آئین دلبری       | محسن دامادی               | شبکه ۱                                                       |
| ۱۳۸۶      | تله‌فیلم نیلوفر کبود      | سیروس مقدم                | شبکه ۳                                                       |
| ۱۳۸۵      | جابر بن حیان             | جواد افشار                | شبکه ۳                                                       |
| ۱۳۸۴–۱۳۸۵ | زیر تیغ                  | محمدرضا هنرمند            | شبکه ۱                                                       |
| ۱۳۸۴      | راز ققنوس                | نادر مقدس                 | شبکه تهران                                                   |
| ۱۳۸۴      | پای پیاده                | اصغر توسلی                | شبکه تهران                                                   |
| ۱۳۸۴      | گارد ساحلی               | محسن شاه محمدی            | شبکه ۳                                                       |
| ۱۳۸۳      | ریحانه                   | سیروس مقدم                | شبکه ۳                                                       |
| ۱۳۸۳      | سایه آفتاب               | محمدرضا آهنج              | شبکه ۳                                                       |
| ۱۳۸۲–۱۳۸۳ | هتل پاپلی                | محمدتقی رنجبر             | محصول مشترک گروه اجتماعی شبکه ۱ و سیمای مرکز ساری (مازندران) |
| ۱۳۸۲      | سایه سکوت                | جواد افشار                | در سال ۸۶–۱۳۸۵ از شبکه ۱                                     |
| ۱۳۸۱      | ثارالله                  | شهریار بحرانی             | مجموعه‌ای دربارهٔ حسین بن علی که ساخت آن نیمه تمام ماند        |
| ۱۳۸۱      | همراز                    | سامان مقدم                | در ماه رمضان ۱۳۸۱ از شبکه ۳                                  |
| ۱۳۸۰      | روشنایی دشت              | عبدالله باکیده            | شبکه ۲                                                       |
| ۱۳۸۰      | پلیس جوان                | سیروس مقدم                | شبکه ۳                                                       |
| ۱۳۷۹      | ولایت عشق                | مهدی فخیم‌زاده             | شبکه ۱                                                       |
| ۱۳۷۹      | سایه‌ها                   | غلامرضا رمضانی            | شبکه ۲                                                       |
| ۱۳۷۹      | کمین                     | مسعود کرامتی              | شبکه ۳                                                       |
| ۱۳۷۹      | مسافر ری                 | داود میرباقری             | شبکه ۱                                                       |
| ۱۳۷۸–۱۳۷۷ | زیر بازارچه              | رضا ژیان                  | در تعطیلات نوروز شبکه ۲                                      |
| ۱۳۷۶–۱۳۷۵ | سیاه، سفید، خاکستری      | سیامک شایقی               | شبکه ۲                                                       |
| ۱۳۷۶–۱۳۷۴ | پهلوانان نمی‌میرند        | حسن فتحی                  | کارگردان تلویزیونی: «بیژن صمصامی»                            |
| ۱۳۷۴–۱۳۷۵ | حقیقت در آینه            | اسماعیل میهن‌دوست          | از برنامه «سیمای خانواده» پخش می‌شد.                          |
| ۱۳۷۵      | گریز                     | کریم آتشی                 |                                                              |
| ۱۳۷۴      | فرار                     | رحیم رحیمی‌پور             |                                                              |
| ۱۳۷۳      | هدف گم‌شده                | یوسف سیدمهدوی             | شبکه ۱                                                       |
| ۱۳۷۳      | نیمهٔ پنهان ماه           | مجید جعفری                | در نقش «عمو» در ماه رمضان، هر شب از شبکه ۱                   |
| ۱۳۷۱–۱۳۷۲ | خانواده حمزه‌علی خان      | محمدباقر خسروی            | شبکه ۱                                                       |
| ۱۳۷۰      | امام علی                 | داود میرباقری             |                                                              |
| ۱۳۷۰      | جستجو                    | خسرو ملکان                | از برنامه کودک و نوجوان شبکه ۱ پخش می‌شد.                     |
| ۱۳۷۰      | مش خیرالله صندوقچه اسرار | داریوش مؤدبیان حسین فردرو | بازی در اپیزود «جامه عمل»                                    |
| ۱۳۶۹–۱۳۷۰ | پنجاه و سه نفر           | یوسف سیدمهدوی             | در ۴ قسمت از شبکه ۱ پخش شد.                                  |
| ۱۳۶۸–۱۳۷۰ | آینه عبرت (سری دوم)      | محسن شاه‌محمدی             | شبکه ۱                                                       |
| ۱۳۶۵      | خبرنامه                  | منصور تهرانی              |                                                              |
| ۱۳۶۴–۱۳۶۵ | سایهٔ همسایه              | اسماعیل خلج               |                                                              |
| ۱۳۶۴      | بوعلی سینا               | کیهان رهگذار              | شبکه ۲                                                       |
| ۱۳۶۳      | سربداران                 | محمدعلی نجفی              |                                                              |
| ۱۳۵۷      | تله‌تئاتر عفریته ماچین    | رضا میرلوحی               | در نقش «پرده دار»                                            |
| ۱۳۵۶      | مستنطق                   | عباس جوانمرد شاپور قریب   | نمایش داده نشد.                                              |
| ۱۳۵۶      | غارتگران                 | محمد متوسلانی             |                                                              |
| ۱۳۵۵      | مرد اول                  | پرویز کاردان              |                                                              |
| ۱۳۵۲      | تله‌تئاتر تله‌موش          | نوذر آزادی                | نویسنده: «آگاتا کریستی»                                      |
| ۱۳۵۲      | تله‌تئاتر قماربازان       | نوذر آزادی                | نویسنده: «نیکلای گوگول»                                      |
| ۱۳۴۸      | مجموعه پهلوانان          | سیروس افهمی               |                                                              |
| ۱۳۴۷      | تله‌تئاتر محاق            | عباس جوانمرد              | نویسنده: «اکبر رادی»                                         |
| ۱۳۴۷      | تله‌تئاتر مسافران         | عباس جوانمرد              | نویسنده: «اکبر رادی»                                         |
| ۱۳۴۷      | تله‌تئاتر مرگ در پائیز    | عباس جوانمرد              | نویسنده: «اکبر رادی»                                         |
| ۱۳۴۶      | تله تئاتر عروسکها        | بهرام بیضایی              |                                                              |
| ۱۳۴۶      | تله‌تئاتر تیرک شکسته      | عباس جوانمرد              |                                                              |
| ۱۳۴۶      | تله‌تئاتر کدامیک از دو    | عباس جوانمرد              |                                                              |
| ۱۳۴۵      | تله‌تئاتر ناقالدی         | عباس جوانمرد              | نویسنده: «بهزاد فراهانی»                                     |
| ۱۳۴۴      | تله‌تئاتر معرکه           | عباس جوانمرد              |                                                              |

### شبکه نمایش خانگی
| سال  | عنوان اثر        | سمت    | کارگردان       |
| ---- | ---------------- | ------ | -------------- |
| ۱۳۹۱ | کبریت سوخته      | بازیگر | کاظم معصومی    |
| ۱۳۹۲ | شرف خانواده فاضل | بازیگر | پوریا جاویدپور |